# مارک هیکمن
مارک هیکمن (انگلیسی: Mark Hickman؛ زادهٔ ۲۲ اوت ۱۹۷۳) بازیکن هاکی روی چمن اهل استرالیا بود.